# Alice Babs

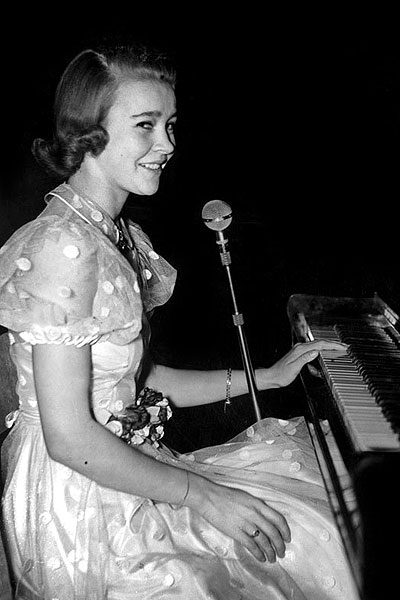
Alice Babs 1941.

Hildur Alice Babs Sjöblom, född Nilson den 26 januari 1924 i Kalmar, död 11 februari 2014 i Saltsjöbaden, var en svensk jazzsångerska och filmskådespelare. Hon hade stor karriär under 1950- och 1960-talen, i både Sverige och USA. Bland annat uppträdde hon på The Ed Sullivan Show i Los Angeles, var Sveriges första bidrag i Eurovision Song Contest, och samarbetade med Duke Ellington, Povel Ramel och Charlie Norman. Hon uvaldes 1972 till hovsångare. Till sina ursprungliga förnamn Hildur Alice lade hon senare sitt artistnamn Babs som officiellt förnamn.

## Biografi

### Uppväxt
Alice Babs växte upp i Västervik. Hennes far Jean Nilson var biografpianist där och modern Hildur Nilson sjöng. För att bättre kunna utveckla dotterns sångkarriär flyttade mor och dotter till Stockholm. 
När Alice Babs 1937 var på hemväg med Gamleby-båten efter att med fadern ha underhållit på privata fester i Stockholm råkade sångpedagogen Lina Boldemann höra henne joddla och sjunga. Hon blev så imponerad att hon tog kontakt med modern och erbjöd henne portvaktssyssla och bostad i Stockholm för att den unga begåvningen skulle få möjlighet att ta sånglektioner där.
Rektorn i den skola där hon gick som 15-åring uppmanade henne att skaffa sig ett artistnamn. Då hade Alice Babs redan funderat på till exempel Lice Nils, Alice Son och Ali Nilson. Alice Babs rådfrågade då Dagmar Sandström, innehavare av studion Din egen röst där Alice Babs sjöng in låtar. Hon föreslog Babs med motiveringen "du ser ut att heta Babs".
Alice Babs första inspelning var "Joddlarflickan" den 25 april 1939 (med text och musik av fadern Jean Edvin Nilson), Sonora 3513, men dessförinnan hade hon gjort många framträdanden i skilda sammanhang. Hon spelade in flera skivspår innan året var slut, bland annat ett antal titlar med Nisse Linds Hot-trio.

### 1940-talet
Alice Babs slog igenom som swingsångerska i filmen Swing it, magistern! (1940). Hon blev raskt symbol för den nya jazzmusiken, vilket också medförde starka reaktioner från några ur den äldre generationen.
Totalt gjorde Alice Babs ett 20-tal musikfilmer. 1942 presenterade hon sin första egna musikkomposition, "Dancing Together".

### 1950-talet

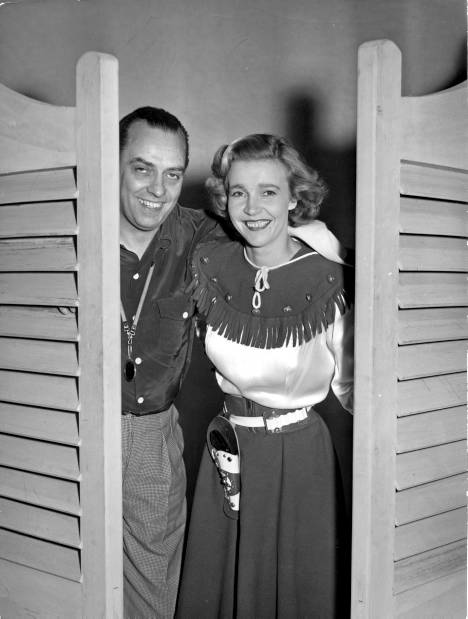
Alice Babs och regissören Gösta Bernhard under inspelningen av filmen Drömsemester (1952).

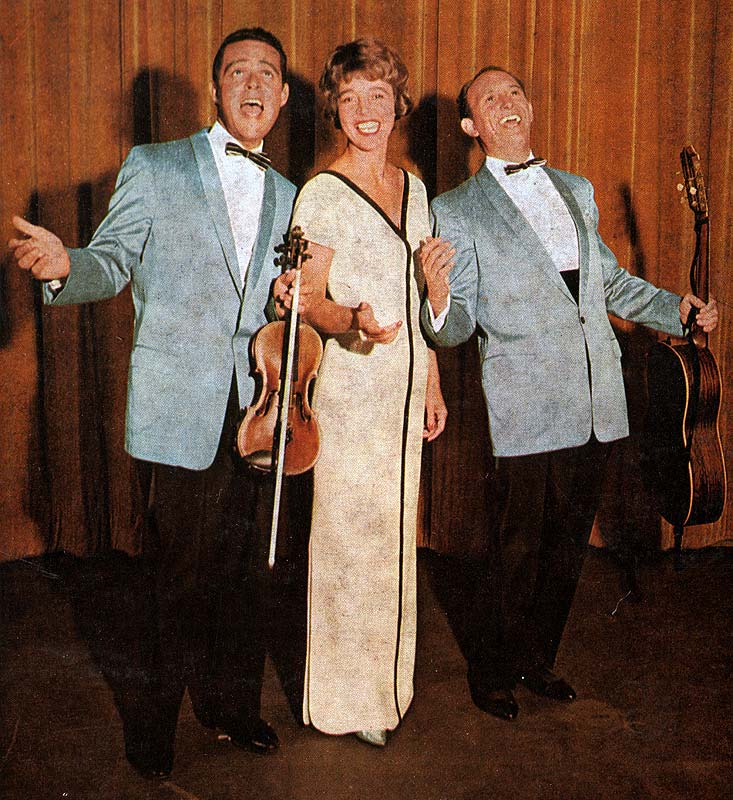
Den dansk-svenska jazz-trion Swe-Danes bestod av Svend Asmussen, Alice Babs och Ulrik Neumann. Bilden visar gruppen på Berns i Stockholm (1961).

År 1951-1957 hade hon stora skivframgångar med låtar som Adress Rosenhill, Högt uppe på berget, Han hette Elmer, Den glade vandraren, Gökuret, Billy Boy (tillsammans med Charlie Norman), En gång jag seglar i hamn och Roslagsvår. 1954 fick hon tillsammans med Charlie Norman ta emot Sveriges första guldskiva för "Käre John", som såldes i över 100 000 exemplar.  Mycket omtyckta och flitigt spelade i radio var också visor tillsammans med barnen Lasse, Lilleba och Titti Sjöblom som t.ex Ekorren, På låssas och inte minst Ha ha ha tror du mig.
Tillsammans med Svend Asmussen och Ulrik Neumann bildade hon 1958 den vokala jazztrion Swe-Danes. De turnerade i USA 1959–1960 och framträdde bland annat i Ed Sullivans show och på Coconut Grove i Los Angeles.
År 1958 var hon Sveriges första representant i Eurovision Song Contest, och kom på fjärde plats med låten "Lilla stjärna". Kompositören ville inte godkänna den textversion som Alice Babs sjöng på festivalen, därför blev det ingen skivinspelning av hennes melodifestivalbidrag detta år. Låten gavs dock ut på skiva 36 år senare.
Samma år toppade hon försäljningslistorna med sin svenska version av den amerikanska storschlagern Sugartime. Därefter följde ytterligare skivframgångar med bl.a. Tulpaner från Amsterdam, Piccolissima serenata och Den som glad är.

### 1960- och 1970-talen
År 1963 blev Alice Babs ungdomens favorit när hennes "twistjoddel-version" av den klassiska Saint Louis Blues röstades in på Sveriges Radios lista Tio i Topp, där den nådde som bäst plats två. På försäljningslistan Kvällstoppen blev skivan som bäst fyra. Dess baksida, After you've gone blev framgångsrik i Storbritannien. Den nådde plats 29 på brittiska musiktidningens New Musical Express försäljningslista. Samma år toppade hon Svensktoppen med En herrskapstrall.
Babs började samarbeta med den amerikanske jazzkompositören Duke Ellington efter att de träffades som medverkande i ett svenskt TV-program år 1963. Hon var den enda vita person som kom att sjunga med honom. De spelade tillsammans in albumet Serenade to Sweden i Paris år 1966, och hans andra och i synnerhet tredje Sacred Concerts-körkompositioner från 1968 respektive 1973 var uppbyggda kring hennes röst. Hon framträdde med Ellington i USA och flera gånger i Sverige och nordisk TV, såväl i kyrkokonserter som i andra sammanhang. Hon hade ett ovanligt stort tonomfång, enligt hennes egen uppgift tre och en halv oktav.
Efter en konsert med Duke Ellington inför 8 000 åskådare, den 19 januari 1968 i St. John the Divine, New Yorks största katedral, skrev The New York Times musikkritiker: "Miss Babs, sopran från Sverige som framträtt med Ellingtons band vid flera tillfällen i Europa, intog i går kväll sin plats bland Ellingtons främsta – musiker och sångare som har givit Ellingtonensemblen en särställning. Hennes röst visade sig vara ett magnifikt Ellingtoninstrument, rent fullödigt och med både värme och styrka, i båda ändar av ett brett register".
Babs hade under många år ett nära samarbete med pianisten och artisten Charlie Norman. Hon gjorde också flera inspelningar med Povel Ramel, som också skrev musik för henne. Hon utnämndes till hovsångerska 1972, en titel som tidigare bara tilldelats artister som varit verksamma vid operan. 1974 blev hon ledamot av Kungliga Musikaliska Akademien. 1969 erhöll hon Karl Gerhards Hederspris. 

### Senare år
År 2008 utkom en dokumentär om Alice Babs liv, Alice Babs, Naturröstens hemlighet. Alice Babs sista stora intervju gjordes i P4 Extra med Lotta Bromé den 29 maj 2008.
Den 17 september 2012 berättade dottern Titti Sjöblom i TV-programmet Fråga doktorn att Alice Babs under våren samma år hade drabbats av en stroke. I mitten av juni 2013 gick Alice Babs familj ut i Svenskt demenscentrum med att hon fått diagnosen Alzheimers och vaskulär demens i januari samma år och bodde på ett speciellt demensboende. I december 2013 sände SVT dokumentären, Alice Babs förlorade rättigheter, om hennes liv på äldre dagar med äldreboende och förvaltare. Det programmet kom senare att fällas i Granskningsnämnden för radio och TV för bristande saklighet och otillräcklig hänsyn till den personliga integriteten.
Alice Babs avled 90 år gammal den 11 februari 2014.

### Övrigt

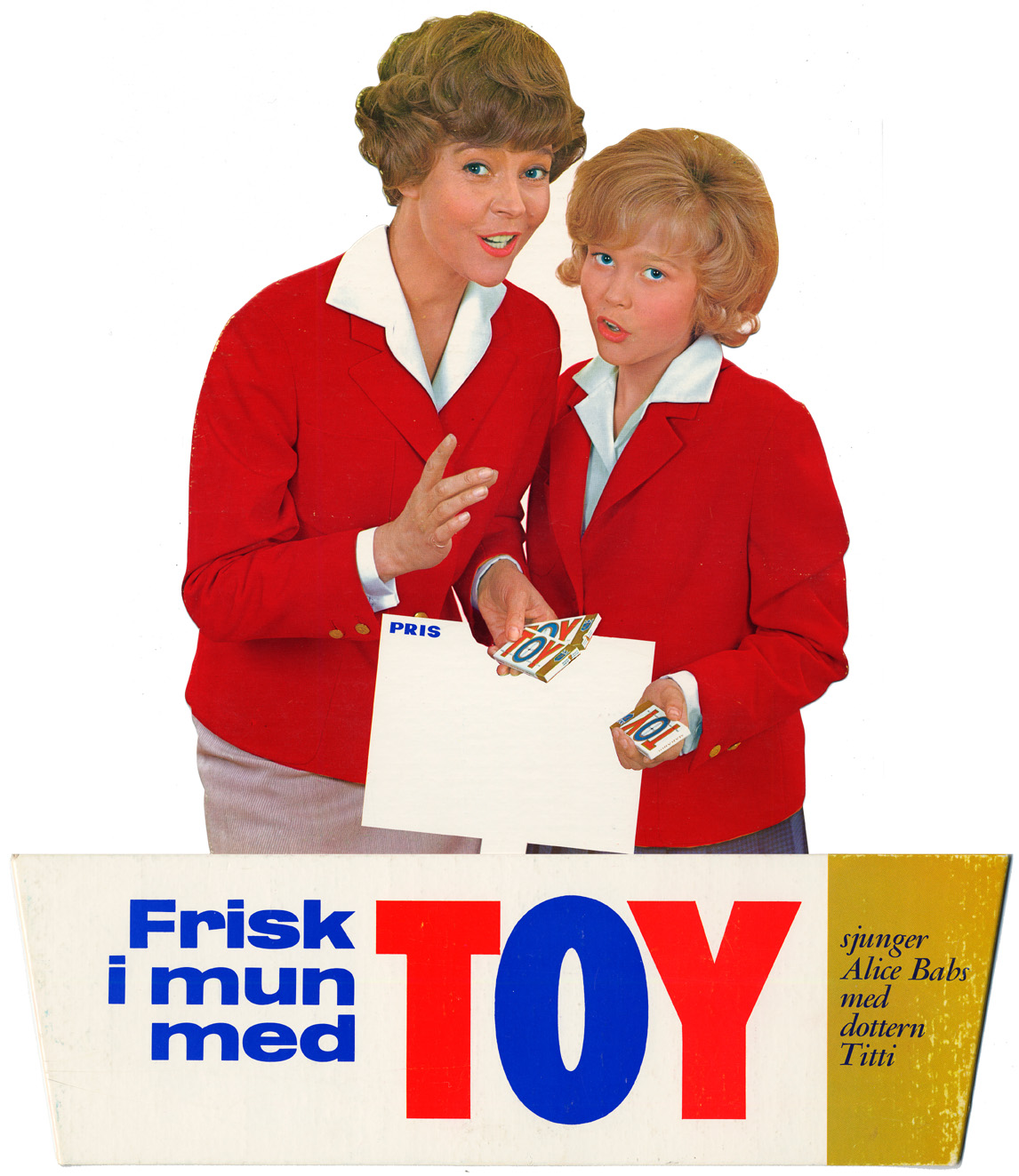
Alice Babs och dottern Titti Sjöblom i en annons för Toy tuggummi 1960.

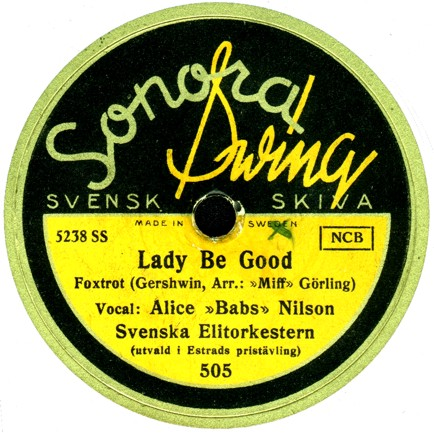
Etiketten till en skiva på märket Sonora där Alice Babs sjunger med en av jazztidskriften Estrad utvald "elitorkester" år 1940.

- Babs spelade i filmen Det svänger på slottet (1959) med Lasse Lönndahl – båda var dåtidens tonårsidoler.
- Hon spelade 1954 tillsammans med Charlie Norman in Sveriges första guldskiva, Käre John.

## Familj
Alice Babs gifte sig 1943 med dåvarande fänriken, sedermera direktören Nils Ivar Sjöblom (1919–2011), son till ombudsmannen Nils Sjöblom och Tulli Tullberg, och de blev föräldrar till Lilleba Lagerbäck (född 1945), Lars-Ivar (Lasse) Sjöblom (född 1948) och Titti Sjöblom (född 1949).

## Priser och utmärkelser
- 1969 – Karl Gerhards hederspris
- 1970 – Medaljen för tonkonstens främjande
- 1972 – Hovsångare
- 1974 – Ledamot nr 792 av Kungliga Musikaliska Akademien
- 2001 – Thore Ehrling-stipendiet
- 2003 – Illis Quorum
- 2004 – Grammis, ”Juryns specialpris”
- 2008 – Grammisgalans hederspris[36]
- 2015 – Invald i Swedish Music Hall of Fame

## Filmografi (urval)
- 1938 – Blixt och dunder
- 1940 – Swing it, magistern!
- 1941 – Magistrarna på sommarlov
- 1941 – Sjung och le (kortfilm)
- 1942 – En trallande jänta
- 1942 – Vårat gäng
- 1944 – Örnungar
- 1945 – Skådetennis (kortfilm)
- 1947 – Sången om Stockholm
- 1950 – Terras fönster nr 4 (kortfilm)
- 1952 – Drömsemester
- 1952 – H.C. Andersens sagor (kortfilm)
- 1953 – I dur och skur
- 1953 – Kungen av Dalarna
- 1953 – Resan till dej
- 1955 – Sommarflickan
- 1956 – Swing it, fröken
- 1958 – Musik ombord
- 1959 – Det svänger på slottet
- 1967 – Askungen (röst, nydubbning)
- 2004 – Swing it Alice! (dokumentär)
- 2008 – Alice Babs, Naturröstens hemlighet (dokumentär)
- 2013 – Alice Babs förlorade rättigheter (dokumentär)

## Diskografi
Alice Babs diskografi omfattar över 800 insjungningar sedan debuten med Joddlarflickan (1939).
En sammanfattande diskografi finns på Svensk underhållningsmusik, revyer och film 1900–1960.